# كارلوس انريكه فالديز
كارلوس انريكه فالديز (بالإسبانية: Carlos Enrique)‏ (12 ديسمبر 1963 بأدروغي في الأرجنتين - ) هو لاعب كرة قدم أرجنتيني في مركز الدفاع. شارك مع منتخب الأرجنتين لكرة القدم. أما مع النوادي، فقد لعب مع أليانزا ليما وإنديبندينتي وبانفيلد وريفر بليت ونادي لانوس وClub Atlético Douglas Haig ‏ وGimnasia y Tiro ‏ ونادي أتليتكو للبنين ‏.

## وصلات خارجية
- كارلوس انريكه فالديز على موقع الاتحاد الأوربي (الإنجليزية)
- كارلوس انريكه فالديز على موقع قاعدة بيانات كرة القدم.إي يو (الإنجليزية)
- كارلوس انريكه فالديز على موقع ناشيونال فوتبول تيمز (الإنجليزية)
- كارلوس انريكه فالديز على موقع عالم كرة القدم.نت (الإنجليزية)